# Ковалівський Андрій Петрович
Андрі́й Петро́вич Ковалі́вський (*1 лютого 1895, Розсохувате, Золочівський повіт, Харківська губернія — †29 листопада 1969, Харків) — український історик-сходознавець, україніст. Доктор історичних наук (1952). Заслужений діяч науки УРСР (1965 р.).

## Життєпис
Син видатного педагога, творця системи профтехосвіти Петра Григоровича Ковалівського (1865—1942). Вчився в Харківському університеті і Лазаревському інституті східних мов у Москві. 
В роки Першої світової війни А. П. Ковалівський включився в український молодіжний рух і протягом кількох років займав у ньому помітне місце, був одним з організаторів і керівників середньошкільної організації в Харкові та Юнацької Спілки Лівобережної України, що діяли в підпіллі. Він не сприймав домінуючі на той час соціалістичні ідеї і намагався створити альтернативні об’єднання (“Українське національне коло”, “Слобідсько-Українське товариство”) національно-консервативного спрямування. Однак його ідеї були підтримані лише вузьким колом однодумців. Загалом, замолоду ставши до боротьби за відродження України, він не залишався байдужим до її долі протягом усього свого життя.
Закінчив Харківський університет (1922).
Був одним із засновників Всеукраїнської наукової асоціації сходознавців.
На запрошення академіка І. Ю. Крачковського з середини 30-х років Ковалівський працює в Інституті сходознавства АН СРСР у Ленінграді. Він досліджує і перекладає твори середньовічних арабських авторів з історії народів Східної Європи, серед інших записки ібн-Фадлана про його поїздку до Булгарії Волзької.
1938 року за доносом Ковалівського було арештовано і вислано на поселення терміном на 5 років, тому перший науковий переклад книги ібн-Фадлана російською мовою був опублікований 1939 року без імені автора перекладу.
Відбувши заслання, Ковалівський працює викладачем кафедри іноземних мов педагогічного інституту у Саранську (1943—1945). Після Німецько-радянської війни продовжує наукову і педагогічну роботу в Харкові.
1951—63 очолював каф-ру нової та новітньої історії Харків. ун-ту, 1964—69 — каф-ру медієвістики цього ун-ту.
У першій половині 50-х років завершує роботу над монографією «Книга Ахмеда ибн-Фадлана о его путешествии на Волгу в 921—922  гг.». У великого обсягу наукових коментарях до творів ібн-Фадлана Ковалівський ідентифікував назви річок і місцевостей, що дозволило йому відновити маршрут багдадського посольства в Булгарію Волзьку та окреслити межі проживання огузів, печенігів, башкир, болгар, охарактеризувати суспільний лад цих народів. Чимало уваги Ковалівський приділив аналізу етноніма «башкир» та доісламських вірувань.

## Праці
- Чуваши и булгары по данным Ахмеда ибн-Фадлана. Чебоксары, 1954;
- Книга Ахмеда ибн-Фадлана о его путешествии на Волгу в 921—922 гг. Харьков, 1956.